# Paweł Dubiel (1902–1980)
Paweł Mikołaj Dubiel, ps. i krypt. „Paweł Lubojański”, „Paweł Śląski”, „Paweł Zabrski” (jr.), PD, P.Ś., P.Z. (ur. 6 grudnia 1902 w Królewskiej Hucie, zm. 11 listopada 1980 w Katowicach) – polski działacz narodowy na Górnym Śląsku, dziennikarz, prezydent Zabrza (1945–1950), poseł na Sejm Ustawodawczy (1947–1952) oraz na Sejm PRL II, III i IV kadencji (1957–1969).

## Życiorys
Był synem polskiego działacza narodowego na polskim Górnym Śląsku i publicysty, również Pawła i Marii z Lubojańskich. Miał brata Józefa, również polityka. Posiadał wykształcenie średnie. W 1920 wstąpił do Narodowej Partii Robotniczej. Był działaczem Związku Młodzieży Pracującej „Jedność” oraz Związku Obrońców Śląska. Wziął udział w akcji plebiscytowej w rejencji opolskiej, a także w II i III powstaniu śląskim. 3 grudnia 1921 został wybrany na zastępcę przewodniczącego Komitetu Polskiego dla Górnego Śląska. Na początku lat 20. redagował pisma „Górnoślązak” i „Polak”. 15 października 1934, będąc wiceprezydentem miasta Chorzowa, wszedł do Zarządu Związku Miast Polskich. Pod koniec lat 30. działał w Stronnictwie Pracy. Do 1939 był zatrudniony w Zakładzie Ubezpieczeń Społecznych. W czasie II wojny światowej aresztowany w kwietniu 1940 za działalność antyniemiecką i osadzony w KL Dachau (nr 12 831), a następnie od sierpnia 1940 w Mauthausen (nr 2367). W 1945 wstąpił do Stronnictwa Demokratycznego. Po wyzwoleniu spod okupacji niemieckiej był prezydentem Zabrza w okresie od 16 marca 1945 do 1 kwietnia 1950. W 1949 zasiadł w Centralnym Komitecie SD, od czerwca 1962 do lutego 1969 był członkiem jego prezydium; był także (od 1957) sekretarzem Wojewódzkiego Komitetu partii w Katowicach. W latach 1962–1963 stał na czele redakcji „Kuriera Polskiego”. Był członkiem najwyższych władz Towarzystwa Rozwoju Ziem Zachodnich. Działał również w Związku Bojowników o Wolność i Demokrację, od maja 1972 był tam sekretarzem prezydium Rady Naczelnej. Zasiadał w Radzie Nadzorczej Wydawnictwa „Epoka”. Był przewodniczącym Komisji Redakcyjnej „Zeszytów Historyczno-Politycznych SD”.
19 stycznia 1947 został wybrany na posła na Sejm Ustawodawczy z państwowej listy nr 3 pod nazwą Blok Stronnictw Demokratycznych i Związków Zawodowych. Mandat posła sprawował do 1952. W styczniu 1957 ponownie znalazł się w Sejmie (PRL), w którym pozostał przez kolejne trzy kadencje do 1969.
W 1929 poślubił Władysławę z Kogutów (1906–1988), poznaniankę, instruktorkę harcerską, która na Górnym Śląsku działała w Związku Młodzieży Pracującej „Jedność”. Z małżeństwa tego mieli syna Pawła Czesława (1930–2006), dziennikarza, redaktora naczelnego „Zeszytów Prasoznawczych” i córkę Krzesisławę Dubiel-Hrydzewicz (ur. 1934), aktorkę i pedagoga, dziekana Wydziału Aktorskiego Wyższej Szkoły Teatralnej we Wrocławiu.
Zmarł 11 listopada 1980 w Katowicach, pochowany na cmentarzu Parafialnym św. Jadwigi Śląskiej w Chorzowie (na kamieniu nagrobnym mylnie wykuto dzień urodzenia 7 – zamiast 6 XII).

## Ordery i odznaczenia
- Order Sztandaru Pracy II klasy (1960)[8]
- Krzyż Kawalerski Orderu Odrodzenia Polski (1958)[8]
- Złoty Krzyż Zasługi (18 stycznia 1946[9], 1957)[8]
- Srebrny Krzyż Zasługi (II RP)[8]
- Śląski Krzyż Powstańczy (1947)[8]
- Medal 10-lecia Polski Ludowej (25 stycznia 1955)[10]
- Odznaka 1000-lecia Państwa Polskiego (1966)[11]

## Upamiętnienie
Jego imię nosi jedna z ulic w Zabrzu. 19 marca 1985 na budynku przy ul. Powstańców Śląskich 5–7 w Zabrzu, I piętro Urzędu Miejskiego w Zabrzu, została odsłonięta tablica pamiątkowa o treści: 
„Paweł Dubiel 6.XII.1902 – 11.XI.1980. Syn ziemi śląskiej, uczestnik powstań śląskich, więzień obozów koncentracyjnych, członek najwyższych władz SD, poseł na sejm PRL, prezydent miasta Zabrze 1945–1950. I Prezydentowi Miasta w 40-lecie wyzwolenia MGN, MKSD i Prezydent Miasta Zabrze 1985-03-19”. 